# Mecyclothorax molops
Mecyclothorax molops är en skalbaggsart som först beskrevs av Sharp 1903.  Mecyclothorax molops ingår i släktet Mecyclothorax och familjen jordlöpare. Inga underarter finns listade i Catalogue of Life.